# Eeuwige roem
Eeuwige roem is een internationaal televisieformat, ontwikkeld door De Filistijnen, het productiehuis van Bruno Wyndaele. Het voorbije decennium werd het format aangepast in de UK, Nederland, Zweden, Noorwegen, Finland, Denemarken en Duitsland. Het programma werd in België gepresenteerd door Bruno Wyndaele en in Nederland door Toine van Peperstraten. De Vlaamse versie van het programma verhuisde in 2016 van één naar VIER, waar het in het najaar werd uitgezonden met Louis Talpe als presentator.

## Format
Voormalige topsporters trekken in Eeuwige roem voor een maand naar een afgelegen villa. Zij strijden in sportieve opdrachten tegen elkaar voor 'eeuwige roem'. Elke aflevering omvat drie proeven waarbij de deelnemers zich moeten bewijzen onder andere op vlak van uithoudingsvermogen, teamspirit, strategie of concentratie. Wie aan het einde van die drie proeven onderaan in het klassement staat, neemt deel aan de nachtproef. De winnaar daarvan mag blijven – de verliezer vertrekt. In Eeuwige roem strijden ze tegen elkaar met gelijke wapens. Alle disciplines tegen elkaar. Aan het einde van de reeks blijft één topsporter over. Die krijgt Eeuwige Roem.

## Het Programma (BE)
De eerste drie seizoenen van Eeuwige roem werden uitgezonden op de Vlaamse publieke omroepzender één en gepresenteerd door Bruno Wyndaele. In 2016 verhuisde het programma in licht aangepaste versie naar VIER, waar het vierde seizoen werd gepresenteerd door Louis Talpe.
Aanpassing seizoen 4
In seizoen 4 werd het format aangepast: de sporters werden verdeeld in twee teams (rood en blauw). De sporter die als laatste eindigde na een reeks thema-opdrachten, kiest zelf tegen wie die de nachtproef speelt. De uitgedaagde mag de proef kiezen. Na verschillende opdrachten gaan de beste twee van elke groep door naar de halve finale, waarna één iemand afvalt en drie deelnemers de finale spelen.

## Internationaal
Op internationaal vlak kent het format veel succes. Duitsland, Finland, Zweden, Noorwegen, het Verenigd Koninkrijk en Nederland zonden reeds lokale adaptaties van de spelshow uit.
Nederland
In Nederland werd het programma uitgezonden op zender Nederland 1 van de publieke omroep AVRO. Presentator Toine Van Peperstrate trok met negen Nederlandse topsporters naar Andalusië om uit te maken welke BN'er eeuwige roem verdiende.
Verenigd Koninkrijk
In het Verenigd Koninkrijk verscheen Eeuwige Roem onder de titel Eternal Glory. Het programma werd gepresenteerd door Richard Bacon.
Duitsland
Ook in Duitsland werd het programma veel bekeken. De voorbije 4 seizoenen van Ewige Helden werden door Markus Wasmeier begeleid. In een speciale winterspecial streden verschillende topsporters uit de voorgaande seizoenen onder extreme omstandigheden voor eeuwige roem.
Scandinavië
In Scandinavische landen kent het programma een heel groot succes. In Noorwegen (Mesternes Mester) en Zweden (Mästarnas mästare) loopt het programma al meer dan 10 seizoenen, met marktaandelen tot 70%. Het programma kreeg er al verschillende prijzen en is er de meest bekeken game show.

## Seizoenen België

### Seizoen 1 (2008)
In het eerste seizoen gingen de voormalige topsporters de strijd met elkaar aan in Andalusië.
| Topsporter             | Overwinning(en)                           | Eindranking |
| ---------------------- | ----------------------------------------- | ----------- |
| Gella Vandecaveye      | Judo, 2 maal wereldkampioene              | Winnares    |
| Ann Haesebrouck        | Roeien, olympische medaille               | 2de         |
| Gilles De Bilde        | Voetbal, Gouden schoen                    | 3de         |
| Edwig Van Hooydonck    | Wielrennen, 2 keer Ronde Van Vlaanderen   | 4de         |
| Leo Van Der Elst       | Voetbal, wereldgoal Mexico                | 5de         |
| Freddy De Kerpel       | Boksen, 9 overwinningen op KO             | 6de         |
| Brigitte Becue         | Zwemmen, vijfvoudig Europees kampioene    |             |
| Evy Van Damme          | Wielrennen, tweevoudig Belgisch kampioene |             |
| Roland Liboton         | Veldrijden, vijfvoudig wereldkampioen     |             |
| Frédérik Deburghgraeve | Zwemmen, olympisch goud                   |             |
| Freddy Loix            | Rallypiloot, 11 overwinningen             |             |

### Seizoen 2  (2009)
Het tweede seizoen vond plaats op het Italiaanse eiland Sicilië.
| Topsporter           | Overwinning(en)                                           | Eindranking |
| -------------------- | --------------------------------------------------------- | ----------- |
| Marleen Renders      | Atletiek, meerdere marathons, 3x Gouden Spike             | Winnares    |
| Ulla Werbrouck       | Judo, olympisch goud, zevenvoudig Europees kampioen       | 2de         |
| Sabine Appelmans     | Tennis, 7 WTA tornooi titels, 1997 16de WTA ranglijst     | 3de         |
| Marnicq Bervoets     | Motorcross, 19 Grand Prix overwinningen                   | 4de         |
| Jo Planckaert        | Wielrennen, meerdere rit- en rondeoverwinningen           | 5de         |
| Roger De Vlaeminck   | Wielrennen, o.a. 4x Parijs-Roubaix, 6x Tirreno-Adriatico  | opgave      |
| Betty Vansteenbroeck | Atletiek, 17 jaar Belgisch record 1500 m                  | 7de         |
| Carine Verbauwen     | Zwemmen, 2 olympische finales                             | 8ste        |
| Patrick Snijers      | Rally, 7x Belgisch, 1x Nederlands, 1x Europees kampioen   | 9de         |
| Patrick Desruelles   | Atletiek, polsstokspringen, 14 jaar Belgisch recordhouder | 10de        |
| Windy Goethals       | Karate, Belgisch kampioen                                 | 11de        |

### Seizoen 3 (2012)
In het derde seizoen streden de voormalige topsporters tegen elkaar op het Spaanse eiland Gran Canaria.
| Topsporter        | Overwinning(en)                                       | Eindranking | Nachtduel verloren van   |
| ----------------- | ----------------------------------------------------- | ----------- | ------------------------ |
| Filip Meirhaeghe  | Mountainbike, wereldkampioen, olympisch zilver        | winnaar     |                          |
| Stefan Everts     | Motorcross, tienvoudig wereldkampioen                 | 2e          |                          |
| Kristof Vliegen   | Tennis, twaalf toernooizeges                          | 3e          |                          |
| Luc Van Lierde    | Triatlon, viervoudig wereldkampioen, Iron Man         | 4e          | opgave door gebroken rib |
| Ann Simons        | Judo, olympisch brons                                 | 5e          | Kristof Vliegen          |
| Kathleen Smet     | Triatlon, wereldkampioene                             | 6e          | Ann Simons               |
| Nico Claesen      | Voetbal, halve finale WK Mexico                       | 7e          | Ann Simons               |
| Katrien Pauwels   | Kunstschaatsen, negenvoudig Belgisch kampioen         | 8e          | Ann Simons               |
| Pascale Verbauwen | Zwemmen, olympische Finale, 43 maal Belgisch kampioen | 9e          | Luc Van Lierde           |
| Paul Vermeiren    | Boogschieten, olympiër, Europees kampioen             | 10e         | Pascale Verbauwen        |
| Elise Matthysen   | Zwemmen, olympiër, zeventienvoudig Belgisch kampioen  | 11e         | Paul Vermeiren           |
| Paul Herygers     | Veldrijden, wereldkampioen                            | 12e         | Kristof Vliegen          |

### Seizoen 4 (2016)
Vanaf seizoen 4 veranderden de spelregels. De deelnemers werden opgesplitst in twee groepen van zes personen, Team Rood en Team Blauw. Degene die laatste eindigde na een reeks thema-opdrachten, mag kiezen tegen wie de nachtproef wordt gespeeld, behalve tegen de leider in de tussenstand. Degene die uitgekozen wordt mag kiezen welke nachtproef het wordt, de glazen bal of de lichtstaven. Na verschillende opdrachten gaan de beste twee van elke groep door naar de halve finale, waarna één iemand afvalt en drie deelnemers de finale spelen.
Voor het vierde seizoen trokken de voormalige topsporters naar Kroatië.
| Topsporter           | Overwinning(en)   | Eindranking | Nachtduel verloren van |
| -------------------- | ----------------- | ----------- | ---------------------- |
| Aagje Vanwalleghem   | Gymnastiek        | 1ste        |                        |
| Hanna Mariën         | Atletiek, bobslee | 2de         |                        |
| Bart Wellens         | Veldrijden        | 3de         | Hanna Mariën           |
| Sugar Jackson        | Boksen            | 4de         | Bart Wellens           |
| Heidi Rakels         | Judo              | 5de         | Sugar Jackson          |
| Branko Strupar       | Voetbal           | 6de         | Sugar Jackson          |
| Charlotte De Vos     | Hockey            | 1ste        |                        |
| Wesley Sonck         | Voetbal           | 2de         |                        |
| Elke Clijsters       | Tennis            | 3de         | Wesley Sonck           |
| Kevin Van der Perren | Kunstschaatsen    | 4de         | Elke Clijsters         |
| Ludo Philippaerts    | Paardensport      | 5de         | Kevin Van der Perren   |
| Nick Nuyens          | Wielrennen        | 6de         | Ludo Philippaerts      |

Halve Finale
| Topsporter         | Overwinning(en)   | Eindranking | Nachtduel verloren van |
| ------------------ | ----------------- | ----------- | ---------------------- |
| Hanna Mariën       | Atletiek, bobslee | 1ste        |                        |
| Aagje Vanwalleghem | Gymnastiek        | 2de         |                        |
| Wesley Sonck       | Voetbal           | 3de         |                        |
| Charlotte De Vos   | Hockey            | 4de         | Wesley Sonck           |

Finale
| Topsporter         | Overwinning(en)   | Eindranking |
| ------------------ | ----------------- | ----------- |
| Wesley Sonck       | Voetbal           | 1ste        |
| Hanna Mariën       | Atletiek, bobslee | 2de         |
| Aagje Vanwalleghem | Gymnastiek        | 3de         |

Kijkcijfers
| Afl. | Uitzenddatum      | Kijkcijfer (Dag) |
| ---- | ----------------- | ---------------- |
| 1    | 29 augustus 2016  | 283.153          |
| 2    | 5 september 2016  | 227.579          |
| 3    | 12 september 2016 | 259.613          |
| 4    | 19 september 2016 | 297.846          |
| 5    | 26 september 2016 | 317.817          |
| 6    | 3 oktober 2016    | 293.000          |
| 7    | 10 oktober 2016   | 292.611          |
| 8    | 17 oktober 2016   | 313.717          |
| 9    | 24 oktober 2016   | 375.135          |
| 10   | 31 oktober 2016   | 443.972          |

## Seizoenen Nederland

### Seizoen 1 (2010)
| Topsporter          | Overwinning(en)                              | Eindranking | Nachtduel verloren van |
| ------------------- | -------------------------------------------- | ----------- | ---------------------- |
| Mark Huizinga       | Judo, olympisch goud 2000                    | Winnaar     |                        |
| Jochem Uytdehaage   | Schaatsen, olympisch goud 2002               | 2e          |                        |
| Margje Teeuwen      | Hockey, olympisch brons 2000                 | 3e          |                        |
| Sonny Silooy        | Voetbal, winnaar UEFA Champions League 1995  | 4e          | Jochem Uytdehaage      |
| Erik Dekker         | Wielrennen, o.a. ritzege Tour de France 2000 | 5e          | Sonny Silooy           |
| Annemarie Thomas    | Schaatsen, WK goud Hamar 1996                | 6e          | Erik Dekker            |
| Pedro van Raamsdonk | Boksen, Europees kampioen 1988               | 7e          | Erik Dekker            |
| Deborah Gravenstijn | Judo, olympisch zilver 2008                  | 8e          | Erik Dekker            |
| Monique Knol        | Wielrennen, olympisch goud 1988              | 9e          | Deborah Gravenstijn    |